# Municipio de Hartford (Arkansas)
El municipio de Hartford (en inglés: Hartford Township) es un municipio ubicado en el condado de Sebastian en el estado estadounidense de Arkansas. En el año 2010 tenía una población de 1131 habitantes y una densidad poblacional de 8,74 personas por km².

## Geografía
El municipio de Hartford se encuentra ubicado en las coordenadas 35°0′19″N 94°23′23″O / 35.00528, -94.38972. Según la Oficina del Censo de los Estados Unidos, el municipio tiene una superficie total de 129.46 km², de la cual 129,11 km² corresponden a tierra firme y (0,28 %) 0,36 km² es agua.

## Demografía
Según el censo de 2010, había 1131 personas residiendo en el municipio de Hartford. La densidad de población era de 8,74 hab./km². De los 1131 habitantes, el municipio de Hartford estaba compuesto por el 91,6 % blancos, el 0,35 % eran afroamericanos, el 2,92 % eran amerindios, el 2,3 % eran asiáticos, el 0,88 % eran de otras razas y el 1,95 % eran de una mezcla de razas. Del total de la población el 1,41 % eran hispanos o latinos de cualquier raza.